# Aristarh sa Samosa
Aristarh sa Samosa (starogrčki Ἀρίσταρχος, latinski Aristarchus); 310. pr. Kr. - oko 230. pr. Kr.) grčki astronom i matematičar, rođen na otoku Samosu. Bio je prvi čovjek koji je zastupao heliocentrični sustav Sunčevog sustava, koji u središte poznatog svemira postavlja Sunce.
U pogledu na to bio je pod utjecajem pitagorejca Filolaja iz Krotona, ali je, nasuprot njemu, "središnju vatru" poistovjetio sa Suncem. Međutim astronomske su mu ideje odbačene u korist geocentričnih teorija Aristotela i Ptolomeja, sve dok ih skoro 1800 godina kasnije nije uspješno oživio Nikola Kopernik, a razradili i proširili Johannes Kepler i Isaac Newton.
Kada promatramo Sunce ono izgleda poput kugle kutnog promjera oko 0.5°. Kada bismo nogometnu loptu postavili na udaljenost od 50 metara, ona bi točno pokrivala Sunčevu ploču, pa možda stoga i nije čudno da su prva razmišljanja o Suncu vjerojatno vodila zaključku da se radi o običnoj vatrenoj lopti, prilično male veličine. Aristarh je najvjerojatnije bio prvi čovjek koji je shvatio da je Sunce u stvarnosti mnogo veće. Na temelju opažanja procijenio je relativne udaljenosti Mjeseca i Sunca od Zemlje, te omjere njihova obujma ili volumena. Sunce je našao većim od Zemlje, a Mjesec manjim. Izostanak paralakse i nepromjenjivi je raspored zvijezda tumačio njihovom velikom udaljenošću.
Mjesečev krater Aristarh nosi ime u njegovu čast.

## O veličinama i udaljenostima Sunca i Mjeseca
O veličinama i udaljenostima (Sunca i Mjeseca) (grč. Περὶ μεγεθῶν καὶ ἀποστημάτων [ἡλίου καὶ σελήνης]) je jedina sačuvana knjiga koju je napisao Aristarh sa Samosa. U ovoj knjizi Aristarh je izračunao veličinu Sunca i Mjeseca, kao i njihovu udaljenost od Zemlje.

### Kako je Aristarh odredio omjer udaljenosti Sunca i Mjeseca
Sunce, Mjesec i Zemlja nalaze se u prostoru na vrhovima trokuta kojemu se oblik mijenja u toku jednog mjeseca. Za vrijeme prve i zadnje četvrti, Aristarh je pretpostavio da oni čine pravokutan trokut. Ako se izmjeri kut između Sunca i Mjeseca φ, omjer udaljenosti Sunca i Mjeseca se može izračunati korištenjem trigonometrije.
Aristarh je izračunao da je Sunce otprilike 19 puta udaljenije od Mjeseca. Ovaj se izraz koristio sljedećih 2000 godina (do 17. stoljeća). Stvaran je omjer dvadeset puta veći. Aristarh je ustvari učinio malu pogrešku s obzirom na kut φ: umjesto 89°51’ izmjerio je 87°.

### Kako je udaljenost Mjeseca premjerena Zemljinim polumjerom
Aristarh je pronašao kako se promatranje pomrčine Mjeseca (prolazak Mjeseca kroz Zemljinu sjenu) iskoristi za određivanje Mjesečeve udaljenosti, mjerene Zemljinim polumjerom kao osnovnom mjerom. Pomrčina Mjeseca ovisi o rasporedu i veličini svih triju nebeskih tijela: Sunca, Zemlje i Mjeseca. Podatke koje je Aristarh dobio promatranjima, poboljšao je Hiparh, a i samu je metodu usavršio.
Aristarh je najvjerojatnije bio prvi čovjek koji je shvatio da je Sunce u stvarnosti mnogo veće nego što izgleda. Premda je dakle Aristarh mislio da je Sunce samo 19 puta dalje nego Mjesec, i to je bilo dovoljno da mu postane jasno da je ono mnogo veće i od Mjeseca i od Zemlje i da to po svoj prilici znači da Zemlja vrti oko Sunca, a ne obratno. Tako je Aristarh postao prvi pobornik heliocentričnog sustava koji će postati prihvaćen tek gotovo 2000 godina kasnije.

### Rezultati
Tablica ispod pokazuje Aristarhove i današnje rezultate (osnova je polumjer Zemlje):
| Omjer | Odnos                                                    | Aristarh | Danas  |
| ----- | -------------------------------------------------------- | -------- | ------ |
| s/t   | Polumjer Sunca u odnosu na polumjer Zemlje               | 6.7      | 109    |
| t/ℓ   | Polumjer Zemlje u odnosu na polumjer Mjeseca             | 2.85     | 3.50   |
| L/t   | Udaljenost Zemlje i Mjeseca s obzirom na polumjer Zemlje | 20       | 60.32  |
| S/t   | Udaljenost Zemlje i Sunca s obzirom na polumjer Zemlje   | 380      | 23 500 |

Za usporedbu prema Hiparhovim mjerenjima i rezultatima, udaljenost Zemlje i Mjeseca s obzirom na polumjer Zemlje je 67, a prema Klaudiju Ptolomeju 59.

## Vanjske poveznice (na engleskom)
- Biography: JRASC, 75 (1981) 29
- The Antikythera Calculator (Italian and English versions)
- (1913). Aristarchus of Samos - The Ancient Copernicus  A history of Greek astronomy to Aristarchus together with Aristarchus' treatise on the sizes and distances of the sun and moon, a new Greek text with translation and notes (PDF)